# Gambusia amistadensis
Gambusia amistadensis was een zoetwatervis, verwant aan het muskietenvisje, uit de familie Poeciliidae en de orde Tandkarpers. Het was inheems in Verenigde Staten.
Gambusia amistadensis, in het Engels ook wel de Amistadgambusia genoemd, was een kleine vis die alleen voorkwam in een zijriviertje van de Rio Grande in Texas, de Goodenough Spring. De soort verdween in het wild door de bouw van het Amistadstuwmeer waardoor in 1968 het zijriviertje onder een laag van 20 meter water verdween. De United States Fish and Wildlife Service (FWS) zette Gambusia amistadensis als bedreigde diersoort op de rode lijst. In 1980 bestond het visje alleen nog in gevangenschap. De twee in aquaria gehouden populaties stierven ook uit of hybridiseerden. In 1987 verklaarde de FWS deze vissoort als uitgestorven en verwijderde hem van de lijst van bedreigde diersoorten.